# Monster (musikgrupp)
Monster var ett svenskt punk-/skaband, startat av Anders Wendin och Viktor Brobacke 1994. Bandets ursprungliga namn var Monster rock. Bandet lade av efter Hultsfredsfestivalen 2000 och bestod då - förutom Wendin och Brobacke - av trummisen Glenn Sundell, som skrev texterna tillsammans med Wendin, basisten Christoffer Roth, Per Nyström på orgel och Gustav Bendt som spelade saxofon.

## Historia
Monster bildades 1994, influerat av band som The Clash, Buzzcocks och Lee "Scratch" Perry. 1995 släpptes debut-EP Honour Your Friends på Deaf & Dumb Records, följd av singeln Debbie (Dolores Recordings) och EP:n Looking for a Fight (Startracks), båda utgivna 1996.
Monster kontrakterades därefter av MVG Records, som utgav bandets debutalbum Rockers Delight 1997. Från skivan släpptes singeln You'll Be Sorry. Samma år släpptes också singeln Girls Just Wanna Have Fun på Ampersand Records.
1998 utkom samlingsalbumet A Brief History of Monster, vilket inkluderade låtar från bandets tidigare alster. Året efter släpptes bandets andra och sista album, Gone, Gone, Gone/A Bash Dem, på Burning Heart Records.
Monster splittrades i juni 2000, där bandet meddelade splittringen under en konsert på Hultsfredsfestivalen samma år. Wendin motiverade splittringen på följande sätt: "Du når en punkt där du, utan några speciella anledningar, vet att det är dags. Vi vill splittras när vi fortfarande känner att vi är ett bra band."

## Diskografi
Studioalbum
- 1997 - Rockers Delight
- 1999 - Gone, Gone, Gone/A Bash Dem

Samlingsalbum
- 1998 - A Brief History of Monster

EP
- 1995 - Honour Your Friends
- 1996 - Looking for a Fight

Singlar
- 1996 - "Debbie"
- 1997 - "Girls Just Wanna Have Fun"
- 1997 - "You'll Be Sorry"
- 1999 - "Ain't Getting Nowhere"
- 1999 - "Choose Me Again"

Videor
- 1999 - Flames Still Burns (innehåller musikvideorna för "You'll Be Sorry" och "Longest Line")